# Phraselator
El Phraselator és un traductor de mà altament resistent que permet la traducció automàtica. Ha estat desenvolupat per VoxTec, una empresa contractista militar Marine Acoustics, localitzada a Annapolis (Maryland).

## El dispositiu
El Phraselator és un dispositiu de la grandària d'una PDA dissenyat per ajudar a la interpretació de llengües. El dispositiu no produeix una síntesi de veu com la utilitzada per Stephen Hawking, sinó que reprodueix arxius MP3 pregravats de llengües estrangeres. Els usuaris poden seleccionar la frase que desitgin d'un llistat en anglès que veuen en la pantalla o bé poden parlar al dispositiu. Phraselator utilitza tecnologia de reconeixement de veu anomenada DynaSpeak, desenvolupada per SRI International, per reproduir l'arxiu de so adequat. La precisió del programari de reconeixement de veu és més del 70 per cent d'acord amb el desenvolupador de programari Jack Buchanan. El dispositiu també pot gravar les respostes per a la traducció posterior.
Hi ha disponibles frases pre-gravades que s'emmagatzemen en Targeta Secure Digital de memòria flaix. Una targeta de 128 MB pot emmagatzemar fins a 12.000 frases en 4 o 5 idiomes. Els usuaris poden descarregar els mòduls frase de la pàgina web oficial que contenia més de 300.000 frases al març de 2005. Els usuaris també poden construir els seus propis mòduls personalitzats amb frases.
Els primers dispositius utilitzaven una SA-1110 Strong Arm 206 MHz amb 32 MB de SDRAM i 32 MB Flaix RAM.
Un model més recent, el P2, va ser llançat en 2004 i desenvolupat d'acord amb els comentaris de soldats dels Estats Units. Es tradueix en un sentit, des de l'anglès a aproximadament 60 altres idiomes. Compta amb un micròfon direccional, una biblioteca més gran de frases i una major durada de bateria. La versió 2004 utilitza un tauler fabricat per InHand Electronics, Inc.
En el futur, el dispositiu serà capaç de mostrar imatges perquè els usuaris puguin fer preguntes com "Has vist a aquesta persona?".
Els desenvolupadors As Sarich fan notar que el dispositiu és inferior als traductors humans. Les conclusions d'una prova de camp realitzada a Nepal duta a terme pels EUA i l'ONG Himalayan Aid en 2004 semblaven confirmar les comparacions de Sarich: 
El veritable concepte d'usar una màquina com a punt de comunicació entre individus sembla encoratjar en realitat una forma més limitada d'interacció entre el provador i el demandat. En general, quan les habilitats lingüístiques són limitades entre les parts, la veritable lluita i el desig de comunicar els actes com una mostra de bona voluntat - mostrem obertament la nostra debilitat en aquest sentit - i el resultat és una trobada més relaxada i humana. Això no era necessàriament present amb el Phraselator quan totes les parts van abandonar l'aprenentatge l'un de l'altre i en el seu lloc es va centrar aprendre a treballar amb el dispositiu. Com a eina per a la reducció de les diferències culturals o de comunicar de manera eficaç en qualsevol longitud, no es recomana el Phraselator. Aquest dispositiu, almenys en la forma provada, seria millor utilitzar-lo en operacions a gran escala en les que no hi ha temps per a la formació lingüística i hi ha una necessitat de comunicar idees fixes, ràpidament, a la major distància mitjançant l'ús de grans quantitats d'usuaris no especialitzats. Les grans catàstrofes humanitàries o naturals en les zones remotes dels països del tercer món podrien ser-ne un exemple efectiu.

## Origen
La idea original per al dispositiu va venir de Lee Morin, un metge de la Marina dels Estats Units en l'Operació Tempesta del Desert. Per comunicar-se amb els pacients va utilitzar arxius d'àudio en àrab del seu ordinador portàtil. Va informar de la idea Ace Sarich, vicepresident de VoxTec. VoxTec va guanyar una beca DARPA de recerca d'Innovació de Petites Empreses a principis de 2001 per desenvolupar un traductor de mà d'ús militar.
El dispositiu va ser provat per primer cop sobre el terreny a Afganistan en 2001.
SRI International ha desenvolupat el programari de dues vies de traducció per a ús en l'Iraq anomenat IraqComm que conté un vocabulari de 40.000 paraules en anglès i 50.000 paraules en àrab iraquià.

## Usuaris notables
El traductor de mà va ser utilitzat recentment per les tropes dels Estats Units mentre prestaven ajuda a les víctimes del tsunami de l'oceà Índic del 2004. Prop de 500 prototips del dispositiu foren proporcionats a les forces militars dels Estats Units en l'Operació Llibertat Duradora. Es proporcionaren unitats carregades amb dialectes haitians a les tropes estatunidenques situades a Haití. La policia militar de l'Exèrcit l'ha utilitzat a Kandahar per comunicar-se amb els presoners de guerra. A la fi de 2004 la Marina dels Estats Units va començar a equipar alguns bucs amb una versió del dispositiu connectat a altaveus grans amb la finalitat de transmetre instruccions clares de veu de fins a 400 iardes (370 m) de distància. Els funcionaris penitenciaris i policials al Comtat d'Oneida, Nova York, han provat el dispositiu. A les sales d'urgències dels hospitals i departaments de salut també l'han avaluat. Diverses tribus natives americanes com la Nació Choctaw, els Ponca, i la Nació Comantxe també han utilitzat el dispositiu per preservar les seves llengües moribundes.

## Premis
El març de 2004 el director de DARPA, Dr. Tony Tether, va presentar el premi Petita Empresa Innovadora de Recerca de la divisió VoxTec d'Acústica Marina en DarpaTech de 2004 a Anaheim (Califòrnia). El dispositiu va ser inclòs recentment com una de les "Deu tecnologies emergents que canviaran el seu món" a MIT's Technology Review.

## Cultura pop
El desenvolupador de programari Jack Buchanan considera que la creació d'un dispositiu similar al fictici traductor universal vist a Star Trek seria més difícil que la construcció de l'Enterprise.
El dispositiu va ser esmentat en una llista de "Top 10 de Tecnologia de Star Trek" a Space.com.